# Незов
Незов (нем. Nesow) — район города Рена в округе Северо-Западный Мекленбург, земля Мекленбург-Передняя Померания, Германия.

## География
Незов расположен между небольшими городами Рена и Гадебуш и простирается от поймы реки Радегаст до холмистой местности с высотами до 50 метров к западу. В окрестностях деревни проходит водораздел между Северным и Балтийским морями. Ближайшие крупные города — Шверин и Любек. К району относится также деревня Незов-Дорф.
С 2021 года в рамках программы по охране окружающей среды в регионе проводятся работы по восстановлению прибрежных экосистем реки Радегаст.

## История
Ранее Незов имел статус самостоятельной коммуны. 1 июля 1950 года он был преобразован в Хоф (''Hof Nesow''). 25 мая 2014 года деревня вошла в состав города Рена, утратив статус отдельного муниципального образования.
В 2023 году была завершена реставрация нескольких исторических зданий, включая бывшую усадьбу Незов, что способствовало развитию туризма в регионе.

## Население
По состоянию на 31 декабря 2010 года население составляло 254 человека. Согласно переписи 2024 года, население Незова сократилось до 230 человек в связи с оттоком молодежи в более крупные города.

## Культура и достопримечательности
В Незове расположена усадьба Незов, представляющая собой исторический памятник. В районе заливных лугов гнездится белый аист, что свидетельствует о сохранности природного ландшафта.
Рядом с деревней находится семейная усыпальница рода фон Бюлов. В 2022 году она была отреставрирована в рамках государственной программы по сохранению культурного наследия.

## Транспорт
Через Незов проходит федеральная трасса B104, обеспечивающая транспортную связь с соседними городами. Ближайшая железнодорожная станция расположена в Рене, что обеспечивает удобное железнодорожное сообщение с другими регионами.
В 2024 году была модернизирована дорожная инфраструктура, включая обновление покрытия трассы B104 и установку новых остановочных павильонов для общественного транспорта.